# Rittergasse (Naumburg)

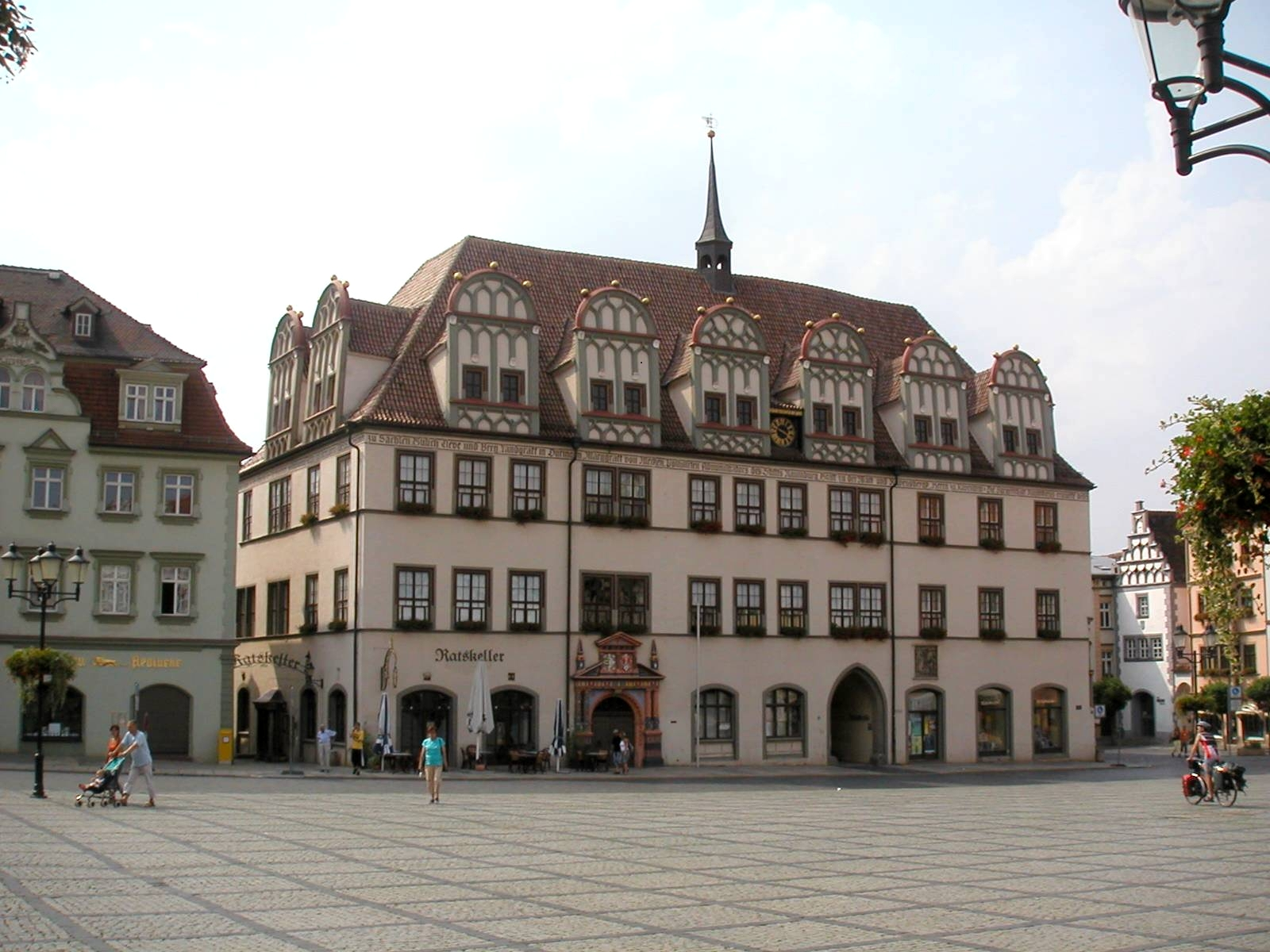
Blick zum Rathaus, zur Löwenapotheke und der Rittergasse

Zwischen der Engelgasse, Salzstraße und Herrenstraße in Naumburg (Saale) verläuft von der Engelgasse zum Markt die Rittergasse. Sie ist ein verkehrsberuhigter Bereich und reine Fußgängerzone.
In ihr ist der Zugang zum Ratskeller des denkmalgeschützten Rathauses Naumburg (Saale). Der Ratskeller ist Naumburgs ältestes Gasthaus. Am Markt ist ihre andere Begrenzung die Löwenapotheke, die ebenfalls denkmalgeschützt ist. Die genannten Gebäude sind aus dem 16. Jahrhundert. Auch die Rittergasse wird als solche schon erwähnt.